# Xanthorhoe faroensis
Xanthorhoe faroensis är en fjärilsart som beskrevs av Bang-haas 1930. Xanthorhoe faroensis ingår i släktet Xanthorhoe och familjen mätare. Inga underarter finns listade i Catalogue of Life.